# Ryde
Ryde es una ciudad de la isla británica de Wight. Es el segundo núcleo urbano más importante de la isla con una población aproximada de 30.000 habitantes. Está situada en la costa nordeste de la isla.
La ciudad creció en tamaño como un lugar de retiro y esparcimiento, lo que supuso la unión de los pueblos de Upper Ryde y Lower Ryde en el siglo XIX. Aún quedan vestigios de la arquitectura decimonónica en el centro de la ciudad y en el paseo marítimo.
Como ciudad de vacaciones, destaca sus arenales extensos y llanos que se expanden a marea baja, haciendo necesario su paseo marítimo a lo largo de la playa. De hecho, el paseo marítimo es el cuarto más largo de Reino Unido y el más antiguo.

## Galería

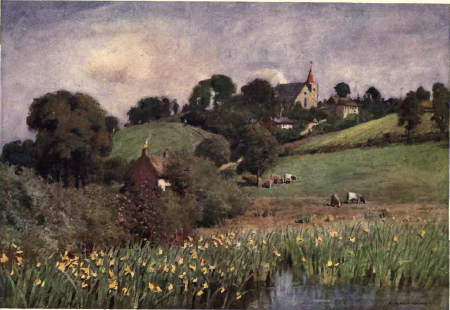
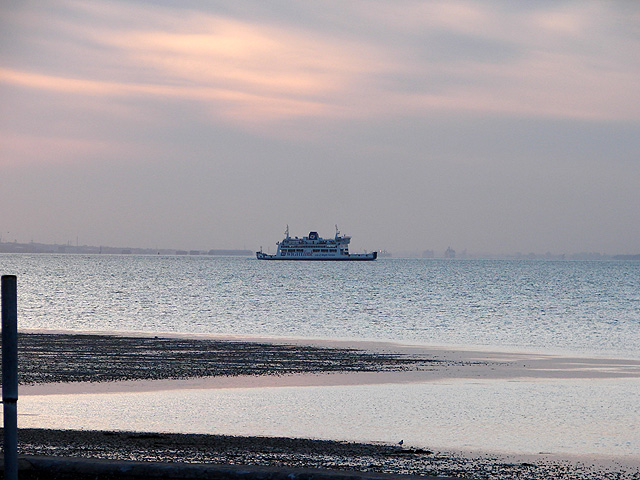
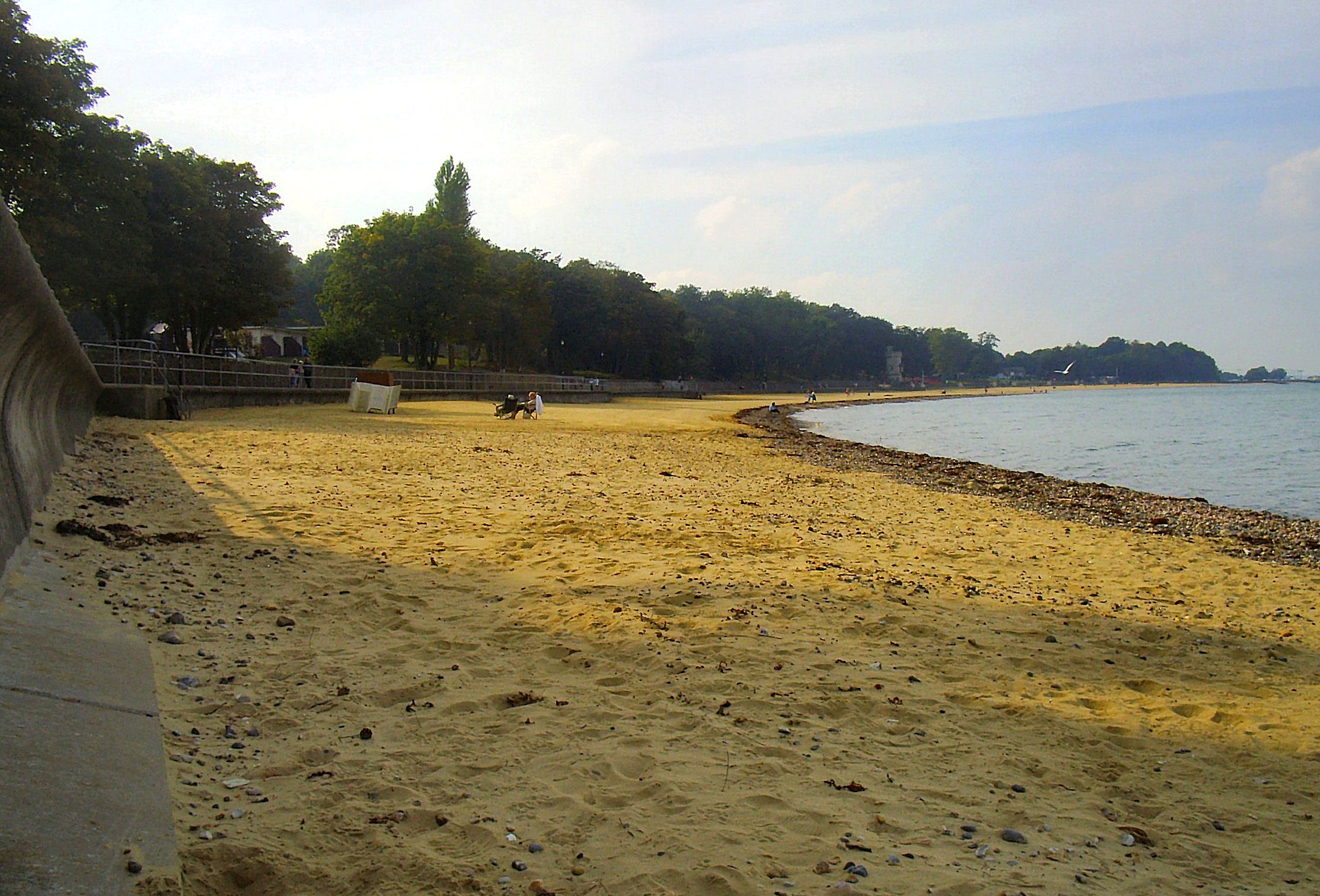
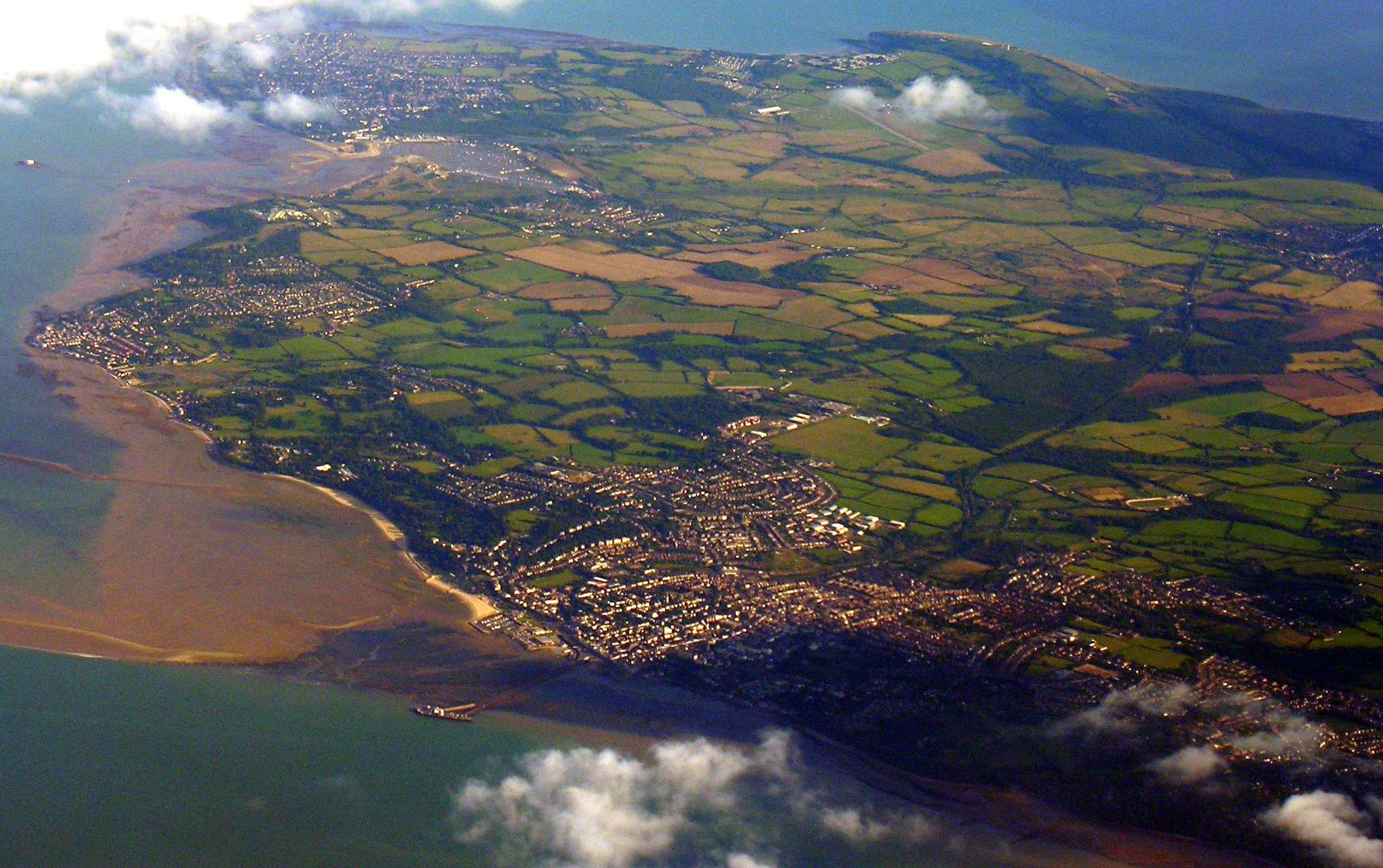
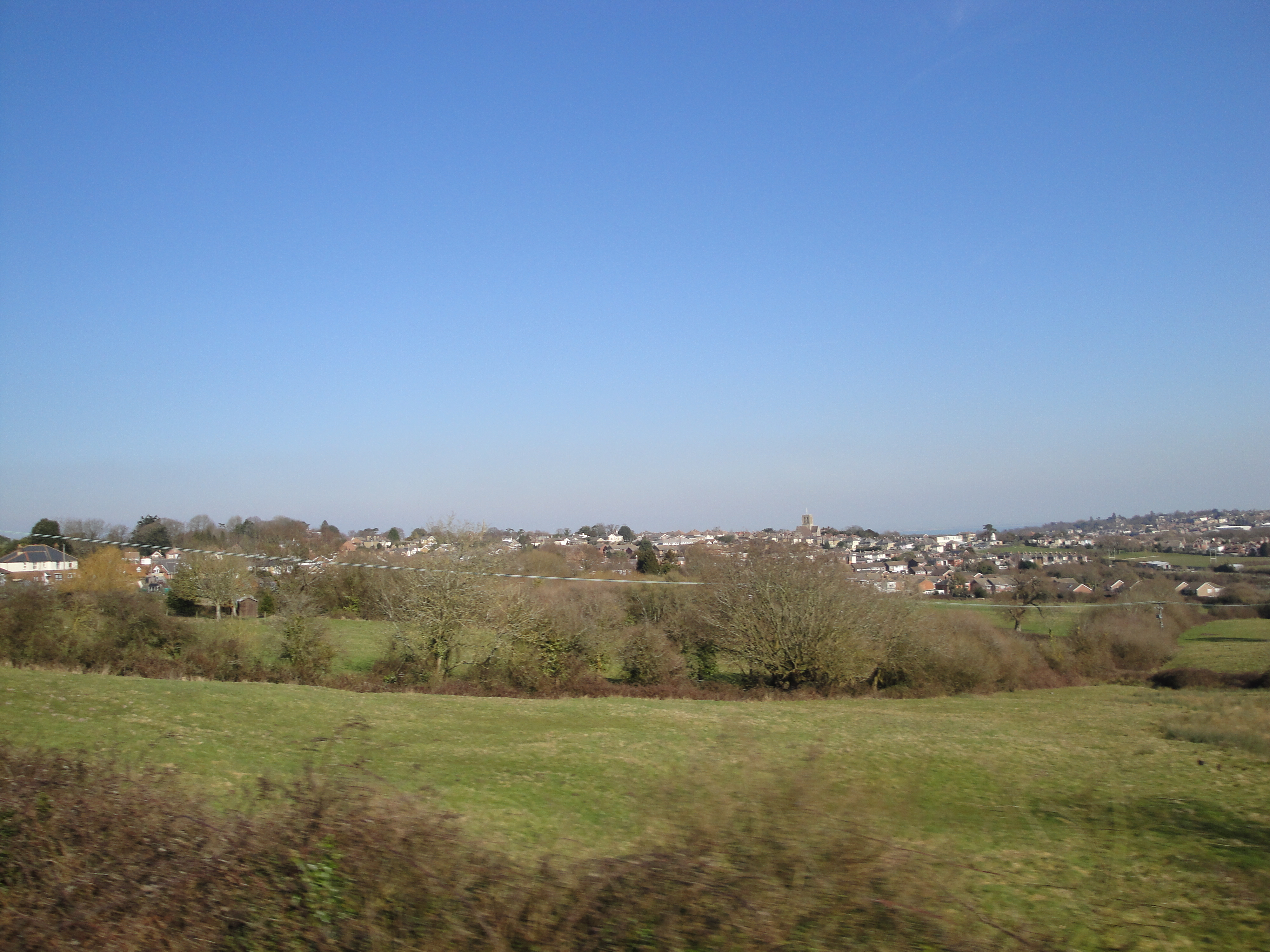
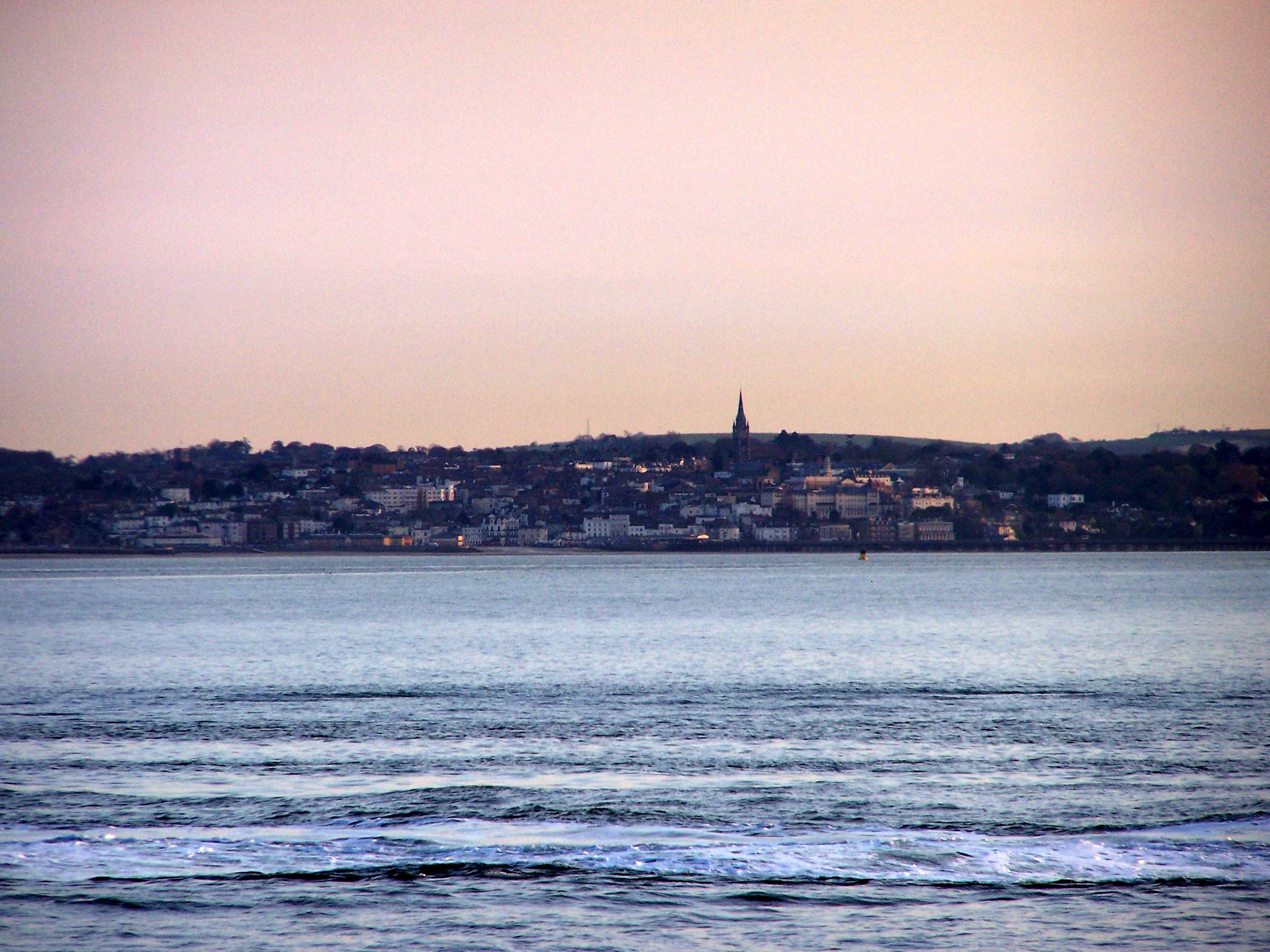
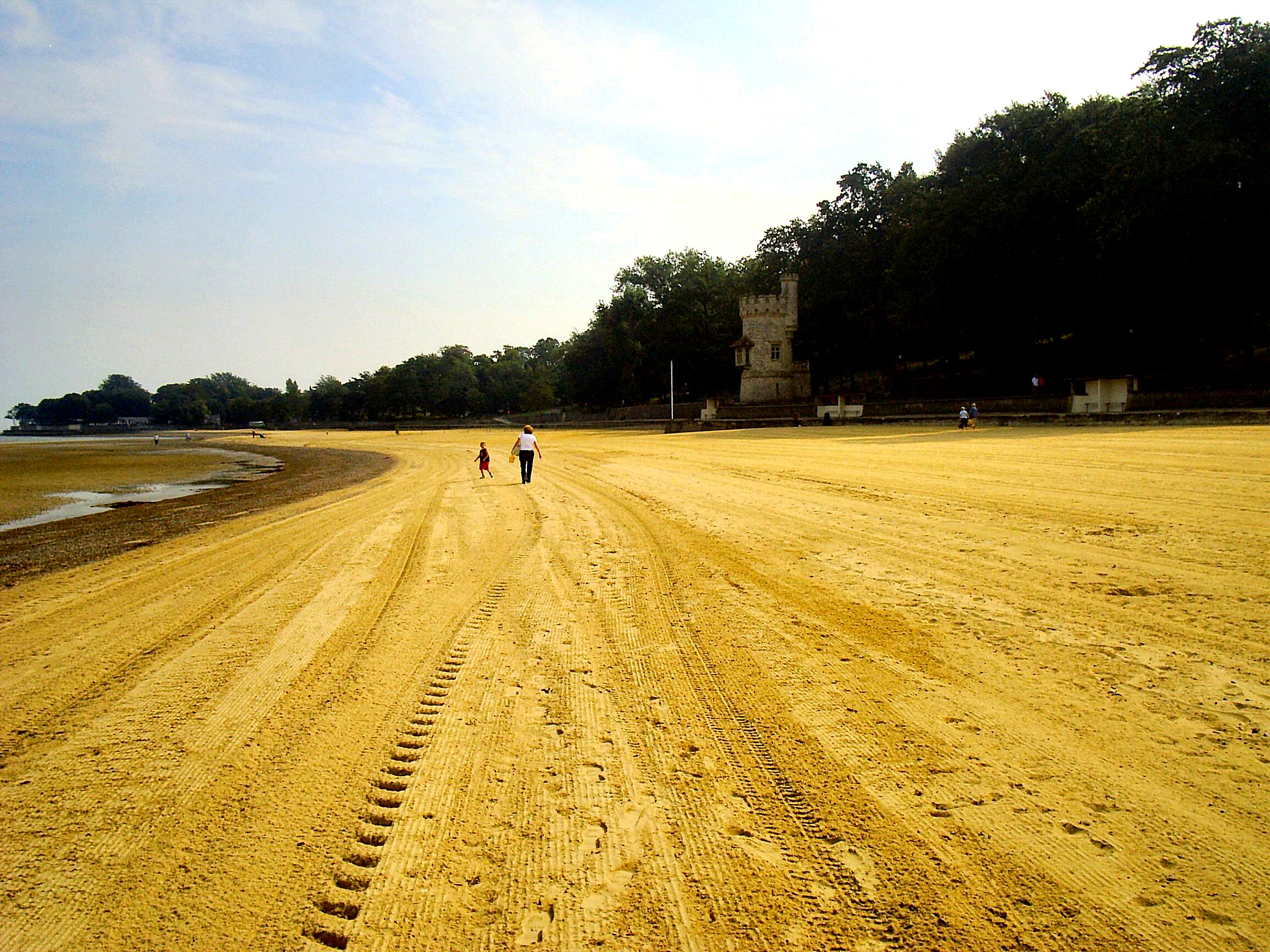